# Quinto Sulpício Camerino Pético
Quinto Sulpício Camerino Pético (em latim: Quintus Sulpicius Camerinus Peticus; m. 67) foi um senador romano da gente Sulpícia nomeado cônsul sufecto para o nundínio de março a junho de 46 com Marco Júnio Silano. Era filho de Quinto Sulpício Camerino, cônsul em 9.

## Carreira
Depois do consulado, Pético foi procônsul da África entre 56 e 57.
Ele foi admitido entre os irmãos arvais e serviu como presidente de sacrifícios em 60. Quando Pético foi acusado de extorsão durante seu mandato na África, Nero o absolveu. Em 67, Pético foi assassinado com seu filho Quinto Sulpício Camerino Pítico (em latim: Pythicus) pelo liberto Hélio durante uma ausência de Nero.
Além deste filho, Pético também teve uma filha, Sulpícia Pretextata, que se casou com Marco Licínio Crasso Frúgio, cônsul em 64.